# Izabela Lubomirska
Izabela Lubomirska, właściwie: Elżbieta z Czartoryskich Lubomirska (ur. 21 maja 1736 w Warszawie, zm. 25 listopada 1816 w Wiedniu) – księżna, mecenas i kolekcjonerka sztuki okresu rokoka, posiadaczka starostwa wiślickiego w 1789 roku. Córka Augusta Aleksandra Czartoryskiego i Marii Zofii Sieniawskiej.

## Życiorys
Była żoną marszałka wielkiego koronnego - Stanisława Lubomirskiego i matką Julii Potockiej, Konstancji Rzewuskiej, Izabeli Potockiej oraz Aleksandry Potockiej.
Należał do niej między innymi pałac w Wilanowie, pałac w Ursynowie (wówczas zwany Rozkoszą) i pałacyk Mon Coteau na Mokotowie (Pałac Szustra). Kładła kamień węgielny pod gmach Teatru Narodowego w Warszawie i była inicjatorką przebudowy zamku w Łańcucie w stylu rokoko na przełomie XVIII i XIX wieku.
Jedna z najwybitniejszych kobiet w Polsce XVIII. w., brała nader czynny udział w polityce swego obozu, zabiegała zarówno o pozyskanie obcych dworów jak i mas szlacheckich. Początkowo życzliwa Stanisławowi Augustowi Poniatowskiemu, potem zwalczała go namiętnie. Rozgoryczona niepowodzeniem tej akcji, przeniosła się do Paryża, po wybuchu rewolucji przebywała w Wiedniu. Obok działalności politycznej wyróżniała się jako postępowa opiekunka włościan.
Była członkinią loży adopcyjnej Dobroczynność w 1783 roku.
Inicjowała przeniesienie Gimnazjum do Brzeżan ze Zbaraża, przekazując na jego cele pięć pomieszczeń w ratuszu w mieście.
Zmarła 25 listopada 1816 w Wiedniu. Została pochowana na cmentarzu w Währing. 23 września 1885 roku trumnę z powodu likwidacji cmentarza w Währing przewieziono do kościoła parafialnego w Łańcucie, gdzie została pochowana. Wcześniej w świątyni wzniesiono jej pomnik z białego kararyjskiego marmuru fundowany przez hr. Alfreda Potockiego.